# Lobus kenyae
Lobus kenyae là một loài ruồi trong họ Asilidae. Lobus kenyae được Martin miêu tả năm 1972. Loài này phân bố ở vùng nhiệt đới châu Phi.